# Bol'šaja Igarka
La Bol'šaja Igarka (in russo Большая Игарка?) è un fiume della Russia siberiana occidentale, affluente di sinistra dell'Enisej. Scorre nel Turuchanskij rajon del Territorio di Krasnojarsk.
Il fiume ha origine in una zona ricca di laghi e scorre nell'alto corso in direzione meridionale, nel medio corso gira a nord-est e poi svolta in direzione settentrionale fino a sfociare nell'Enisej a 696 km dalla foce, di fronte alla città di Igarka. Nel basso corso il fiume scorre parallelo all'Enisej. Ha una lunghezza di 156 km e il suo bacino è di 1 720 km².